# Carl Gräbe
Carl Gräbe (Francoforte sul Meno, 24 febbraio 1841 – Leningrado, 19 gennaio 1927) è stato un chimico tedesco.

## Biografia
Dopo aver frequentato le scuole di Francoforte, Karlsruhe e Heidelberg lavorò per la compagnia  di Meister Lucius und Brüning. Durante questi anni crea alcuni coloranti viola fino a quando per colpa di questi esperimenti la sua vista viene minacciata. Appena saputo del rischio che stava correndo si dirige all'accademia dove viene insignito di alcuni riconoscimenti. (Anche dall'università di Heidelberg nel 1862). Nel 1868 diventa professore a Leipzige poi a Königsberg fino al 1877 e in quella di Ginevra sino al 1906. Con l'aiuto di Carl Liebermann riprende i suoi esperimenti sulla sintesi dell'alizarina. Egli introdusse le parole "orto", "meta" e "para" nella nomenclatura degli anelli benzenici.